# Association sportive Ndar Guedj
Association sportive Ndar Guedj est un club de football sénégalais basé à Saint-Louis.

## Histoire
Association sportive Ndar Guedj est un club de football sénégalais créé en 2003 par l'international sénégalais Papa Waigo N'Diaye et basé dans la ville de Saint-Louis.
Ayant passé deux années en National 2 et une année en National 1, AS Ndar Guedj est promu en deuxième division sénégalaise de football en 2017 ,après avoir battu l'équipe de Keur Madior FC en manche retour au tournoi de monté en Ligue 2.
Dans son palmarès, figurent une finale cadette en Coupe du Sénégal perdue devant le Moya de Kolda à la série des tirs au but en 2009 et une finale junior perdue également contre le Casa-Sport en 2015.

## Palmarès
- National 1
  - Vice-champion : 2013

### Équipe Cadets
- Coupe du Sénégal de football cadets
  - Finaliste en 2009

### Équipe Juniors
- Coupe du Sénégal de football juniors
  - Finaliste en 2015